# Campionato oceaniano maschile di pallacanestro 1995
Il 13º campionato oceaniano maschile di pallacanestro FIBA (noto anche come FIBA Oceania Championship 1995) si è svolto dal 18 giugno al 22 giugno 1995 in Australia.
I campionati oceaniani maschili di pallacanestro sono una manifestazione biennale tra le squadre nazionali del continente, organizzata dalla FIBA Oceania. Storicamente questo torneo è disputato dalle sole nazionali dell'Australia e della Nuova Zelanda.

## Squadre partecipanti
- Australia
- Nuova Zelanda
- Samoa Americane

## Turno preliminare
18 giugno
| Australia | 141–49 | Samoa Americane |

19 giugno
| Nuova Zelanda | 137–66 | Samoa Americane |

20 giugno
| Australia | 107–88 | Nuova Zelanda |

## Finale
22 giugno
| Australia | 102–62 | Nuova Zelanda |

## Campione
Australia
(12º titolo)